# Брекстон (округ, Західна Вірджинія)
Шаблон:StateAbbr_ 38°42′ пн. ш. 80°44′ зх. д. / 38.7° пн. ш. 80.73° зх. д.
Округ  Брекстон (англ. Braxton County) — округ (графство) у штаті  Західна Вірджинія, США. Ідентифікатор округу 54007.

## Історія
Округ утворений 1836 року.

## Демографія
За даними перепису 2000 року загальне населення округу становило 14702 осіб, усе сільське. Серед мешканців округу чоловіків було 7444, а жінок — 7258. В окрузі було 5771 домогосподарство, 4099 родин, які мешкали в 7374 будинках. Середній розмір родини становив 2,92.
Віковий розподіл населення поданий у таблиці:
| Стать    | До 15 років | 15-21 | 22-29 | 30-39 | 40-49 | 50-65 | 65-85 | Понад 85 |
| -------- | ----------- | ----- | ----- | ----- | ----- | ----- | ----- | -------- |
| Чоловіки | 1367        | 620   | 799   | 1072  | 1194  | 1392  | 912   | 88       |
| Жінки    | 1356        | 613   | 627   | 977   | 1128  | 1227  | 1098  | 232      |

## Суміжні округи
- Льюїс — північний схід
- Вебстер — південний схід
- Ніколас — південь
- Клей — південний захід
- Калгун — захід
- Ґілмер — північний захід

## Виноски
1. ↑  U.S. Decennial Census. United States Census Bureau. Архів оригіналу за 26 квітня 2015. Процитовано 9 січня 2014.
2. ↑  Historical Census Browser. University of Virginia Library. Архів оригіналу за 11 серпня 2012. Процитовано 9 січня 2014.
3. ↑  Population of Counties by Decennial Census: 1900 to 1990. United States Census Bureau. Архів оригіналу за 3 червня 2013. Процитовано 9 січня 2014.
4. ↑  Census 2000 PHC-T-4. Ranking Tables for Counties: 1990 and 2000 (PDF). United States Census Bureau. Архів оригіналу (PDF) за 18 грудня 2014. Процитовано 9 січня 2014.
5. ↑  State & County QuickFacts. United States Census Bureau. Архів оригіналу за 7 липня 2011. Процитовано 9 січня 2014. [Архівовано 2011-06-07 у Wayback Machine.](англ.) Наведено за англійською вікіпедією.
6. ↑  American FactFinder. Бюро перепису населення США. Архів оригіналу за 26 лютого 2012. Процитовано 31 січня 2008. [Архівовано 2008-05-21 у Wayback Machine.]

| США | Це незавершена стаття з географії США. Ви можете допомогти проєкту, виправивши або дописавши її. |